# Лікарня ізраїльської онкології LISOD
Лікарня ізраїльської онкології LISOD — онкологічна приватна лікарня, створена на території України, поблизу Києва. У лікарні проводиться діагностика і лікування раку.

## Історія
На території України, лікарню LISOD заснували Майкл Амзель і Едуард Майберг в березні 2007 року. Знаходиться вона під Києвом, в селі Плюти. Лікарня пройшла акредитацію і отримала вищу категорію в Міністерстві охорони здоров'я України. З 2009 року лікарня є сертифікованим в Україні багатопрофільним онкологічним госпіталем вищої категорії. LISOD — дійсний член Європейської організації дослідження та лікування раку (EORTC, N 2901), має асоційоване членство в світових спільнотах по боротьбі з раком. У лікарні працюють українські лікарі та ізраїльські клінічні онкологи.
На базі лікарні проводяться міжнародні конференції та хірургічні майстер-класи.

## Відділення
Лікарня налічує 8 відділень:
- Консультативне відділення.
- Хіміотерапевтичне відділення.
- Відділення променевої терапії.
- Відділення променевої діагностики.
- Відділення анестезіології та реанімації.
- Операційно-хірургічне відділення.
- Відділення клінічної діагностики.
- Центр сучасної мамології.

## Інфраструктура і лікування

##### У лікарні займаються проведенням діагностики онкологічних захворювань
- ПЕТ-КТ дослідження;
- Ендоскопічні дослідження, в тому числі ендоскопічний ультразвук;
- Діагностика захворювань молочних залоз (УЗД, мамографія, стереотаксична біопсія);
- Сцинтиграфія; комп'ютерна томографія (КТ); рентгенодіагностика;
- Діагностика захворювань жіночої статевої сфери (вагінальне УЗД, кольпоскопія, цитологічні дослідження, різні види біопсій і ін.);
- Патоморфологічні дослідження (верифікація діагнозу виконується в провідних сертифікованих лабораторіях Німеччини та Греції);
- Мікробіологічні, гематологічні, імунологічні, біохімічні дослідження; визначення онкологічних маркерів.

##### Лікування злоякісних пухлин
- Променева терапія (дистанційна і брахітерапія).
- Хіміотерапія, в тому числі лікування таргетними препаратами.
- Хірургія, в тому числі виконання найскладніших лапароскопічних операцій (лапароскопічний метод став лідируючим як в загальноабдомінальної хірургії та урології, так і в онкогінекології: кількість малотравматичних безкровних втручань досягло 98-99 %).

У Центрі сучасної мамології проводяться всі види маммологічних операцій.
Також у лікарні проводяться реабілітаційні заходи — медична та психологічна підтримка.
В лікарні використовується сучасне обладнання для діагностики та лікування. В радіотерапевтичному відділенні працюють лінійні прискорювачі американської компанії VARIAN. Комплекс для стереотаксичної біопсії Lorad Multi Care Platinum, який використовується для діагностики утворень молочної залози, що не пальпуються та дозволяє отримати матеріал для гістологічного дослідження (біопсія) під рентген-контроль в амбулаторних умовах і під місцевою анестезією. При цьому точність проведення біопсій автоматично контролює комп'ютер.

## Лабораторії-партнери LISOD
- Асоціація патологів Франкфурта, Німеччина.[5]
- Центр молекулярних аналізів і досліджень, Агрініо, Греція.[6]